# Klietzer Heide
Klietzer Heide este o arie protejată (arie specială de conservare — SAC, sit de importanță comunitară — SCI) din Germania întinsă pe o suprafață de 1.925 ha, integral pe uscat.

## Localizare
Centrul sitului Klietzer Heide este situat la coordonatele 52°38′51″N 12°07′30″E / 52.6475°N 12.125°E.

## Înființare
Situl Klietzer Heide a fost declarat sit de importanță comunitară în octombrie 2000 pentru a proteja 1 specie de animale. Situl a fost protejat și ca arie specială de conservare în decembrie 2018.

## Biodiversitate
Situată în ecoregiunea continentală, aria protejată conține 2 habitate naturale: Vegetație psamofilă uscată cu pășuni deschise de Corynephorus și Agrostis, Pajiști uscate europene.
La baza desemnării sitului se află o specie protejată de  mamifere: liliac cârn (Barbastella barbastellus)
Pe lângă speciile protejate, pe teritoriul sitului au mai fost identificate 8 specii de mamifere, 12 specii de nevertebrate, 1 specie de reptile.